# Gino Brogi
Gino Brogi (Prato, 29 dicembre 1902 – Prato, giugno 1989) è stato un pittore italiano.

## Biografia
Nato a Prato nel 1902, Brogi è stato uno dei protagonisti della cosiddetta "Scuola di Prato", un movimento artistico attivo nella città toscana negli anni 1920 e 1930, e che ebbe tra gli espondenti principali Arrigo del Rigo, Leonetto Tintori e Quinto Martini. Brogi era conosciuto per il suo stile figurativo e realistico, che spaziava dalla pittura di paesaggi e nature morte alla rappresentazione di scene di vita quotidiana. Ha partecipato a numerose mostre nazionali ed internazionali durante la sua carriera e ha ricevuto riconoscimenti per il suo lavoro artistico. Le sue opere sono presenti in diverse collezioni pubbliche e private.